# Zorzi Ventura
Zorzi Ventura poznat i kao Juraj Ventura ili tal. Giorgio Ventura (Zadar?, oko 1570. – Kopar?, nakon 1610.), bio je kasnomaniristički slikar koji je živio i djelovao u Kopru. Njegovo je djelovanje vezano za Istru, točnije za Koparr gdje je radio za istarske naručitelje. Međutim u Kopru nije sačuvano niti jedno njegovo djelo.
Za svoje slike Ventura preuzima gotova likovna rješenja koja postaju glavnim razlogom raznolikosti koncepcije raznih svetačkih figura na istoj oltarnoj pali. Koristi se grafičkim listovima talijanskih i sjevernjačkih umjetnika koji su u ono vrijeme bili vrlo rasprostranjeni po cijeloj Europi – kao što su na primjer Agostino Carracci, Marcantonio Raimondi, Johan Sadeler I., Jan Muller, Cornelis Cort i drugi. Grafičke listove nabavljao je u Veneciji ili iz Venecije i to one koji su temom i kompozicijom bili najprimjereniji sredini u kojoj je djelovao. S pojedinih grafičkih listova doslovno preuzima gotova rješenja, od osnovne kompozicije do pojedinih likova, a ponekad je za jedno svoje djelo koristio i više predložaka. Korištenje grafičkih predložaka u poslijetridentsko vrijeme bila je uobičajena praksa, pogotovo u jednom provincijskome području kao što je Istra] gdje slikari stvaraju pod strogim nadzorom biskupa te su pod utjecajem lokalne konzervativne sredine, a sve se to odražava i na Venturin eklektični manirizam.

## Životopis
O životu Zorzija Venture se gotovo ništa ne zna, a rijetke podatke o njemu, više o njegovoj obitelji, sakupio je zadarski povjesničar Lorenzo Benevenia 1907. godine.
Vijesti o njegovom djelovanju obuhvaćaju razdoblje od 1589. do 1604. godine, a iz njegovih cartellina doznajemo da je podrijetlom iz Zadra, da je djelovao u Kopru te da mu je nadimak bio Brajković – »ZORZI VENTURA DITTO BRAICOVICH ZARATINO ABITANTE IN CAPODISTRIA [...]«. Ne zna se točno kada i gdje je umro, ali s obzirom na to da je Liber Mortuorum građana Kopra uveden 1616. godine, Zorzi Ventura zasigurno je umro prije te godine jer se u njoj ne spominje datum njegove smrti.

## Djela
Zahvaljujući njegovim cartellinima, kronologija nastanka njegovih djela je u znatnoj mjeri razjašnjena te mu se pripisuju sljedeća djela:
1. »Posljednja večera« (1598., župna crkva sv. Kuzme i Damjana, Fažana)
2. »Bogorodica od sv. Ružarija s pobjednicima bitke kod Lepanta« (1598., župna crkva sv. Kvirika i Julite, Višnjan)
3. »Bogorodica s Djetetom, sv. Florijanom i svecima« (1598., župna crkva sv. Florijana, Kubed)
4. »Sv. Petar« i »Sv. Andrija« (1599., crkva sv. Justa, Galižana, danas: župna zbirka)[7]
5. »Bogorodica s Djetetom i svecima« (1600., župna crkva sv. Antuna Opata, Sv. Anton kod Kopra/Pridvor)
6. »Bogorodica sa svecima«(1602., samostanska crkva franjevačkoga reda sv. Pavla Pustinjaka, Galovac)
7. »Bogorodica u slavi sa sv. Jeronimom i svecima« (1602., župna crkva sv. Jeronima, Vižinada)
8. »Bogorodica s Djetetom na prijestolju i sveci« (1602., crkva Blažene Djevice Marije, Vabriga)
9. »Bogorodica s Djetetom, sv. Rokom i sv. Sebastijanom« (1603., župna crkva sv. Maura, Izola)
10. »Sv. Leonard« (158?, župna crkva sv. Jurja, Oprtalj)
11. »Polaganje u grob« (oko 1602.?, Crkva Blažene Djevice Marije, Vabriga)
12. »Bog Otac sa sv. Petrom i sv. Pavlom« (oko 1600?, župna crkva sv. Jeronima, Vižinada)
13. »Bogorodica s Djetetom, sv. Mihovilom Arkanđelom i svecima« (oko 1600.?, župna crkva sv. Mihovila Arkanđela, Žminj)
14. »Prikazanje u Hramu« (oko 1600.?, župna crkva sv. Mihovila Arkanđela, Žminj)
15. »Bogorodica sa sv. Ivanom Evanđelistom, Fabijanom, Sebastijanom i dva sveca«, (oko 1600.?, župna crkva sv. Roka, Galižana)
16. »Bogorodica s Djetetom na prijestolju i sveci« (oko 1600.?, Crkva Blažene Djevice Marije na groblju, Božje Polje kod Vižinade)

Među njegovim djelima spominje se i kasnogotička drvena skulptura »Bogorodica s Djetetom« (1590., župna crkva Uznesenja Blažene Djevice Marije, Movraž) koju je Zorzi Ventura restaurirao 1590. godine. Iako je podrijetlom iz Zadra, od njegovih oltarnih pala samo se jedna nalazi u Dalmaciji, na otočiću Galovcu – »Bogorodica sa svecima« iz 1602. godine.

Danas se Zorziju Venturi pripisuje sedamnaest slika, od kojih se tri nalaze u Sloveniji, a samo jedna u njegovom rodnome kraju, Dalmaciji. Ostale se sve nalaze u Istri koja je i bila glavno područje njegovog umjetničkog djelovanja. Ventura je svojim djelom obogatio i, na neki način, povezao umjetničku baštinu Istre, Dalmacije i Slovenije te je doprinio slojevitosti umjetničke topografije s Venecijom kao umjetničkim i političkim središtem.